# Mouvement (- vor der Erstarrung)
Mouvement (-vor der Erstarrung) für Ensemble (beweging, voor de verstarring, voor ensemble) is een compositie van Helmut Lachenmann. Lachenmann werkte aan dit werk voor ensemble van 1982 tot 1984. De muziek valt in het genre Musique concrète .
Er is eigenlijk geen sprake van compositie. Er lijkt tijdens de start van het werk geen enkel verband tussen de tonen/noten die gespeeld worden. Het zijn vrijwel allemaal losse tonen/noten, die ogenschijnlijk geen verband met elkaar hebben. Een gelijkenis met John Cage’s Atlas Eclipticalis. Het klankbeeld is voornamelijk stil. Gedurende de eerste minuten houdt dit vervreemdend effect aan; het wordt versterkt doordat een instrument soms op traditionele wijze wordt aangezet, dan weer worden instrumenten elektronisch versterkt, dan weer niet en dan weer laat de componist een instrument aanspelen op een wijze die de componist zelf bedacht heeft. Het voldoet aan alles, wat in de volksmond soms met “piep-knor” muziek aangeduid wordt.
Langzaamaan zijn het geen losse tonen/noten meer maar komen tonen/notenreeksen binnen een instrument voor; het gebeurt vaker en vaker. Ook doet samenspel zijn/haar intrede, totdat na zestien minuten alles begint samen te vallen. Er ontstaat een klankkleur die bekend is uit de klassieke muziek, zelfs een maatindeling lijkt aanwezig. Dit samenspel is echter van korte duur. Na het samenspel valt alles weer uit elkaar en het stuk eindigt als het begin, meer stilte dan muziek. Er is geen slotakkoord en er kan zelfs niet gesproken worden van een slotnoot. Het werk houdt gewoon op.
De titel is te verklaren uit het feit dat de muziek zich uit het niets lijkt op te richten en in beweging te komen. De afwisseling van tonen / noten lijkt op toeval te berusten, toch komt de muziek uiteindelijk op gang via een natuurlijke weg; er zijn bijvoorbeeld geen plotselinge overgangen naar meer tonen/noten of samenspel; het gebeurt via een haast natuurlijke weg. Datzelfde geldt min of meer voor de afbrokkeling van het geheel; na vol in gang te zijn geweest remt men af en komt men op het eind (?) geheel tot stilstand (verstarring).
De muziek is geschreven voor:
- 2x dwarsfluit, 2x klarinet, 1x basklarinet,
- 2x trompet,
- 2x altviool, 2x cello, 1x contrabas,
- 3x percussie, 3x “klingelspiel”

## Bron en discografie
- Uitgave Kairos: Klangforum Wien o.l.v. Hans Zender